# Drengen, der blev Mand
Drengen, der blev Mand er en amerikansk stumfilm fra 1921 af Henry King.

## Medvirkende
- Richard Barthelmess som David Kinemon
- Gladys Hulette som Esther Hatburn
- Walter P. Lewis som Iscah Hatburn
- Ernest Torrence som Luke Hatburn
- Ralph Yearsley som Saul Hatburn
- Forrest Robinson som Grandpa Hatburn
- Laurence Eddinger som Sen. John Gault